# Jazz at Berlin Philharmonic I
Jazz at Berlin Philharmonic I – album koncertowy pianistów Iiro Rantali, Michaela Wollny’ego oraz Leszka Możdżera. Wydawnictwo ukazało się 22 marca 2013 roku nakładem wytwórni muzycznej ACT Music. Nagrania zostały zarejestrowane 11 grudnia 2012 roku w Filharmonii Berlińskiej.

## Lista utworów
Opracowano na podstawie materiału źródłowego.
1. „Aria And Goldberg Variation” (muz. Johann S. Bach) – 7:12
2. „Tears For Esbjörn” (muz. Iiro Rantala) – 6:53
3. „Hexentanz” (muz. Michael Wollny) – 10:22
4. „No Message” (muz. Leszek Możdżer) – 5:28
5. „Incognitor” (muz. Leszek Możdżer) – 5:33
6. „Svantetic” (muz. Krzysztof Komeda) – 6:34
7. „Suffering” (muz. Lars Danielsson) – 8:08
8. „Armando’s Rumba” (muz. Chick Corea) – 6:16

## Twórcy
Opracowano na podstawie materiału źródłowego.
- Iiro Rantala – fortepian, fortepian elektryczny
- Leszek Możdżer – fortepian, fortepian elektryczny
- Michael Wollny – fortepian, fortepian elektryczny
- Siggi Loch – producent wykonawczy
- Walter Quintus – realizacja nagrań, miksowanie, mastering